# Olavo Barbosa
Orostrato Olavo Silva Barbosa (Guaxupé, 1923 - 29 de setembro de 2012) conhecido como Rei do Leite foi um pecuarista brasileiro, considerado um dos precursores do agronegócio do leite no país.

## Prêmios
- 2010 - Troféu Balde de Ouro